# Leopold Lahola
Leopold Lahola (eigentlich Leopold Arje Friedman, auch Aryeh Lahola; * 30. Januar 1918 in Prešov, Österreich-Ungarn; † 12. Januar 1968 in Bratislava) war ein slowakischer Dramatiker, Filmregisseur und Drehbuchautor.

## Leben
Lahola absolvierte das Gymnasium in Bratislava. Er studierte Philosophie an der Comenius-Universität Bratislava, doch durfte er sein Studium in der  Ersten Slowakischen Republik nicht abschließen. Er wurde als Soldat eingezogen und später im Arbeitslager in Nováky für slowakische Juden interniert. Nachdem das Lager aufgelöst worden war, beteiligte sich Lahola am Slowakischen Nationalaufstand. Nach Ende des Zweiten Weltkriegs war er Chefredakteur der Zeitschrift  Bojovník, deren Redaktion er bis 1946 leitete. Er schuf mehrere Bühnenwerke, die ab 1947 am Slowakischen Nationaltheater aufgeführt wurden. Nachdem das Stück Atentát 1949 auf harsche Kritik gestoßen war, übersiedelte er nach Israel, kehrte jedoch bald nach Europa zurück und lebte in der Bundesrepublik Deutschland als Regisseur und Drehbuchautor. Während der Dreharbeiten  in der Slowakei für den Film  Sladky cas Kalimagdory starb Lahola 1968 in Bratislava. In memoriam wurde ihm 1991 der Tomáš-Garrigue-Masaryk-Orden 3. Klasse verliehen.

## Werke
- Posledná vec (Die letzte Sache), Erzählungen, 1968
- Ako jed škorpióna (Wie das Gift des Skorpions), Gedichte aus dem Nachlass, 1995

## Theaterstücke
mit Jahr der Inszenierung
- 1947: Bezvetrie v Zuele (Windstille in Zuela)
- 1949: Atentát (Das Attentat)
- 1949: Štyri strany sveta (Die vier Himmelsrichtungen)
- 1967: Škvrny na slnku (Flecken auf der Sonne)
- 1967: Infern

## Filmografie
Drehbuch und Regie
- 1961: Der Teufel spielte Balalaika
- 1965: Duell vor Sonnenuntergang
- 1967: Der Blinde (Fernsehspiel)
- 1967: Prager Legende (Fernsehspiel)
- 1968: Die süße Zeit mit Kalimagdora (Sladky cas Kalimagdory)

Regie
- 1948: Biela tma
- 1948: Návrat domov
- 1948: Vlčie diery
- 1948: Malá epizóda
- 1951: Ir Ha'Ohelim (Kurzfilm)
- 1952: Na každom kilometri
- 1953: Stanové mesto

Drehbuch
- 1948: Vlcie diery
- 1959: Tri cetrtine sonca